# Ezio Oliva
Ezio Luis Oliva Ricci (Lima, 14 de noviembre de 1988) es un cantante y compositor peruano. Se dio a conocer en 2004, en el programa de canto “Súper Star”. En el 2007, formó parte de la banda Ádammo la cual fue galardonada en el 2009 como “Mejor Artista Revelación” en los Premios MTV.

## Carrera
Se inició en el grupo Adammo junto a su compañero de banda, pues ambos querían tocar temas que habían compuesto desde la secundaria. En el 2007 se unieron 3 integrantes más para formar una agrupación.
En 2015, incursiona como solista lanzando su primer sencillo "Siempre has sido tú", el tema describe su relación con su esposa. En 2016, saca sus sencillos "El calendario" y "Ven morena".
En 2022 fue telelonero en México para el concierto de Camila.
En 2024, participó en La Plaza Mayor durante la celebración del Día de la Hispanidad.

## Vida privada
Tras dos años de relación sentimental con la conductora de televisión y exreina de belleza Karen Schwarz, se casaron en octubre del 2015.
En 2017, nace su primera hija llamada Antonia; y en 2020, su segunda hija llamada Cayetana.